# Antanas Bankauskas
Antanas Bankauskas war ein litauischer Fußballspieler. 

## Karriere
Antanas Bankauskas spielte in seiner Vereinskarriere für den LFLS Kaunas.
Zwischen den Jahren 1927 bis 1929 absolvierte Bankauskas drei Länderspiele für die litauische Nationalmannschaft. Er debütierte dabei am 27. Juli 1927 gegen Lettland in Riga. Mit der Nationalmannschaft nahm Bankauskas bei der Austragung des Baltic Cup 1929 teil.